# ミスター・スクラフ
ミスター・スクラフ（英: Mr. Scruff、本名：アンドリュー・カーシー、1972年2月10日 - ）は、イギリスの音楽家。アルバム『ニンジャ・ツナ』に収録されている「Kalimba」は、Windows 7のサンプル・ミュージックとして使われた。「スクラフ」は首筋の意味。
シングルとアルバムのアートワーク、ミュージックビデオや公式サイトの特徴的なデザインのキャラクターや文字は彼自身が手掛けている。本人はこれを「ポテトスタイル」と呼んでいる。

## ディスコグラフィ

### スタジオ・アルバム
- Mr. Scruff (1997年、Pleasure Music)
- 『キープ・イット・アンリアル』 - Keep It Unreal (1999年、Ninja Tune)[3]
- 『Trouser Jazz』 - Trouser Jazz (2002年、Ninja Tune)
- Mrs. Cruff (2005年、Ninja Tune) ※『Mr. Scruff』の5曲追加再発盤
- 『ニンジャ・ツナ』 - Ninja Tuna (2008年、Ninja Tune)
- Bonus Bait (2009年、Ninja Tune)
- 『フレンドリー・バクテリア』 - Friendly Bacteria (2014年、Ninja Tune)

### コンピレーション・アルバム
- Heavyweight Rib Ticklers (2002年、Unfold)
- Big Chill Classics (2006年、Resist Music)

### ミックス・アルバム
- 『Keep It Solid Steel』 - Keep It Solid Steel Volume 1 (2004年、Ninja Tune)
- Mr. Scruff Feat. Alice Russell (2008年、Music Takes Me Up)
- 『サウスポート・ウィークエンダー VOL7』 - Southport Weekender Volume 7 (2008年、Concept) ※2枚組。CD1はジャザノヴァ
- 『DJキックス』 - DJ-Kicks (2020年、!K7)